# Ratpenat nasofoliat de Sri Lanka
El ratpenat nasofoliat de Sri Lanka (Hipposideros lankadiva) és una espècie de ratpenat que es troba a Bangladesh, Índia i Sri Lanka.
És amenaçat d'extinció per la pèrdua del seu hàbitat natural.